# Biathlon na Zimowych Igrzyskach Olimpijskich 2014 – bieg masowy mężczyzn
Bieg masowy mężczyzn – jedna z konkurencji biathlonowych rozgrywanych na Zimowych Igrzyskach Olimpijskich 2014. Pierwotnie bieg masowy miał odbyć się 16 lutego na kompleksie narciarsko-biathlonowym „Łaura”, jednak z powodu gęstej mgły rywalizację przeniesiono na 17, a następnie na 18 lutego.
Mistrzem olimpijskim został Norweg Emil Hegle Svendsen. Drugie miejsce zajął Francuz Martin Fourcade, a na trzecim miejscu uplasował się Czech Ondřej Moravec.

## Terminarz
| Data      | Konkurencja | Godzina rozpoczęcia | Godzina rozpoczęcia |
| Data      | Konkurencja | Czas CET            | Czas lokalny        |
| --------- | ----------- | ------------------- | ------------------- |
| 16 lutego | Finał       | 16:00               | 19:00               |
| 17 lutego | Finał       | 7:00                | 10:00               |
| 18 lutego | Finał       | 11:30               | 14:30               |

## Tło
| Data                                                                        | Miejscowość                                                                 | Zwycięzca                                                                   | Drugi                                                                       | Trzeci                                                                      | Źródło                                                                      |
| Wyniki biegu masowego podczas zawodów Pucharu Świata w biathlonie 2013/2014 | Wyniki biegu masowego podczas zawodów Pucharu Świata w biathlonie 2013/2014 | Wyniki biegu masowego podczas zawodów Pucharu Świata w biathlonie 2013/2014 | Wyniki biegu masowego podczas zawodów Pucharu Świata w biathlonie 2013/2014 | Wyniki biegu masowego podczas zawodów Pucharu Świata w biathlonie 2013/2014 | Wyniki biegu masowego podczas zawodów Pucharu Świata w biathlonie 2013/2014 |
| --------------------------------------------------------------------------- | --------------------------------------------------------------------------- | --------------------------------------------------------------------------- | --------------------------------------------------------------------------- | --------------------------------------------------------------------------- | --------------------------------------------------------------------------- |
| 5 stycznia                                                                  | Oberhof                                                                     | Martin Fourcade                                                             | Aleksiej Wołkow                                                             | Tarjei Bø                                                                   | [ 4 ]                                                                       |
| Wyniki biegu masowego na Zimowych Igrzyskach Olimpijskich 2010              |                                                                             |                                                                             |                                                                             |                                                                             |                                                                             |
| 21 lutego                                                                   | Vancouver                                                                   | Jewgienij Ustiugow                                                          | Martin Fourcade                                                             | Pavol Hurajt                                                                | [ 5 ]                                                                       |
| Wyniki biegu masowego na mistrzostwach świata 2012                          |                                                                             |                                                                             |                                                                             |                                                                             |                                                                             |
| 11 marca                                                                    | Ruhpolding                                                                  | Martin Fourcade                                                             | Björn Ferry                                                                 | Fredrik Lindström                                                           | [ 6 ]                                                                       |
| Wyniki biegu masowego na mistrzostwach świata 2013                          |                                                                             |                                                                             |                                                                             |                                                                             |                                                                             |
| 17 lutego                                                                   | Nové Město na Moravě                                                        | Tarjei Bø                                                                   | Anton Szypulin                                                              | Emil Hegle Svendsen                                                         | [ 7 ]                                                                       |
| Klasyfikacja biegu masowego Pucharu Świata 2012/2013                        |                                                                             |                                                                             |                                                                             |                                                                             |                                                                             |
|                                                                             |                                                                             | Martin Fourcade                                                             | Emil Hegle Svendsen                                                         | Tim Burke                                                                   | [ 8 ]                                                                       |

## Lista startowa
Opracowano na podstawie materiału źródłowego:
Do startu w biegu masowym uprawnieni byli wszyscy indywidualni medaliści igrzysk, którzy otrzymali pierwsze numery startowe (8 zawodników). Kolejną grupę zawodników wyłoniono na podstawie miejsca w klasyfikacji generalnej pucharu świata (9 zawodników). Pozostali zawodnicy wzięli udział w biegu dzięki miejscom zajętym w poprzednich biegach (13 zawodników). Pod uwagę brana była suma zdobytych punktów w trzech poprzednich biegach na igrzyskach.
Lista startowa biegu masowego:
| Numer | Zawodnik                | Reprezentacja     | Punkty zdobyte podczas igrzysk | Sposób kwalifikacji                                            |
| ----- | ----------------------- | ----------------- | ------------------------------ | -------------------------------------------------------------- |
| 1     | Ole Einar Bjørndalen    | Norwegia          | 110                            | 1. miejsce w sprincie                                          |
| 2     | Martin Fourcade         | Francja           | 158                            | 1. miejsce w biegu pościgowym 1. miejsce w biegu indywidualnym |
| 3     | Dominik Landertinger    | Austria           | 125                            | 2. miejsce w sprincie                                          |
| 4     | Ondřej Moravec          | Czechy            | 111                            | 2. miejsce w biegu pościgowym                                  |
| 5     | Erik Lesser             | Niemcy            | 99                             | 2. miejsce w biegu indywidualnym                               |
| 6     | Jaroslav Soukup         | Czechy            | 93                             | 3. miejsce w sprincie                                          |
| 7     | Jean-Guillaume Béatrix  | Francja           | 113                            | 3. miejsce w biegu pościgowym                                  |
| 8     | Jewgienij Garaniczew    | Rosja             | 88                             | 3. miejsce w biegu indywidualnym                               |
| 9     | Emil Hegle Svendsen     | Norwegia          | 104                            | 2. miejsce w Pucharze Świata                                   |
| 10    | Simon Schempp           | Niemcy            | 89                             | 3. miejsce w Pucharze Świata                                   |
| 11    | Simon Eder              | Austria           | 113                            | 6. miejsce w Pucharze Świata                                   |
| 12    | Johannes Thingnes Bø    | Norwegia          | 39                             | 7. miejsce w Pucharze Świata                                   |
| 13    | Anton Szypulin          | Rosja             | 70                             | 8. miejsce w Pucharze Świata                                   |
| 14    | Jewgienij Ustiugow      | Rosja             | 68                             | 9. miejsce w Pucharze Świata                                   |
| 15    | Dmitrij Małyszko        | Rosja             | 21                             | 11. miejsce w Pucharze Świata                                  |
| 16    | Arnd Peiffer            | Niemcy            | 29                             | 13. miejsce w Pucharze Świata                                  |
| 17    | Lukas Hofer             | Włochy            | 80                             | 15. miejsce w Pucharze Świata                                  |
| 18    | Fredrik Lindström       | Szwecja           | 77                             | Punkty zdobyte podczas igrzysk                                 |
| 19    | Nathan Smith            | Kanada            | 74                             | Punkty zdobyte podczas igrzysk                                 |
| 20    | Christoph Sumann        | Austria           | 67                             | Punkty zdobyte podczas igrzysk                                 |
| 21    | Andrejs Rastorgujevs    | Łotwa             | 64                             | Punkty zdobyte podczas igrzysk                                 |
| 22    | Jean-Philippe Leguellec | Kanada            | 61                             | Punkty zdobyte podczas igrzysk                                 |
| 23    | Björn Ferry             | Szwecja           | 56                             | Punkty zdobyte podczas igrzysk                                 |
| 24    | Simon Fourcade          | Francja           | 56                             | Punkty zdobyte podczas igrzysk                                 |
| 25    | Jakov Fak               | Słowenia          | 50                             | Punkty zdobyte podczas igrzysk                                 |
| 26    | Dominik Windisch        | Włochy            | 46                             | Punkty zdobyte podczas igrzysk                                 |
| 27    | Matej Kazár             | Słowacja          | 44                             | Punkty zdobyte podczas igrzysk                                 |
| 28    | Brendan Green           | Kanada            | 44                             | Punkty zdobyte podczas igrzysk                                 |
| 29    | Lowell Bailey           | Stany Zjednoczone | 43                             | Punkty zdobyte podczas igrzysk                                 |
| 30    | Tim Burke               | Stany Zjednoczone | 41                             | Punkty zdobyte podczas igrzysk                                 |
| –     | Serhij Semenow          | Ukraina           | 34                             | Zawodnik rezerwowy (punkty zdobyte podczas igrzysk)            |
| –     | Jan Sawicki             | Kazachstan        | 33                             | Zawodnik rezerwowy (punkty zdobyte podczas igrzysk)            |
| –     | Klemen Bauer            | Słowenia          | 32                             | Zawodnik rezerwowy (punkty zdobyte podczas igrzysk)            |
| –     | Daniel Böhm             | Niemcy            | 31                             | Zawodnik rezerwowy (punkty zdobyte podczas igrzysk)            |

## Wyniki
| Miejsce | Bib | Zawodnik                | Reprezentacja     | Rundy karne | Czas    | Strata  |
| ------- | --- | ----------------------- | ----------------- | ----------- | ------- | ------- |
| 01 !    | 9   | Emil Hegle Svendsen     | Norwegia          | 0 (0+0+0+0) | 42:29,1 | –       |
| 02 !    | 2   | Martin Fourcade         | Francja           | 1 (1+0+0+0) | 42:29,1 | +0,0    |
| 03 !    | 4   | Ondřej Moravec          | Czechy            | 0 (0+0+0+0) | 42:42,9 | +13,8   |
| 4.      | 25  | Jakov Fak               | Słowenia          | 2 (0+1+1+0) | 42:57,2 | +28,1   |
| 5.      | 8   | Jewgienij Garaniczew    | Rosja             | 3 (0+1+1+1) | 43:25,3 | +56,2   |
| 6.      | 18  | Fredrik Lindström       | Szwecja           | 2 (0+1+0+1) | 43:30,5 | +1:01,4 |
| 7.      | 3   | Dominik Landertinger    | Austria           | 2 (1+0+0+1) | 43:32,8 | +1:03,7 |
| 8.      | 12  | Johannes Thingnes Bø    | Norwegia          | 1 (1+0+0+0) | 43:34,2 | +1:05,1 |
| 9.      | 28  | Brendan Green           | Kanada            | 2 (1+1+0+0) | 43:38,3 | +1:09,2 |
| 10.     | 22  | Jean-Philippe Leguellec | Kanada            | 1 (0+0+0+1) | 43:41,6 | +1:12,5 |
| 11.     | 13  | Anton Szypulin          | Rosja             | 3 (0+1+1+1) | 43:48,2 | +1:19,1 |
| 12.     | 23  | Björn Ferry             | Szwecja           | 3 (1+1+1+0) | 43:48,3 | +1:19,2 |
| 13.     | 10  | Simon Schempp           | Niemcy            | 3 (2+1+1+0) | 43:48,3 | +1:19,2 |
| 14.     | 21  | Andrejs Rastorgujevs    | Łotwa             | 3 (0+1+1+1) | 43:53,1 | +1:24,0 |
| 15.     | 27  | Matej Kazár             | Słowacja          | 2 (0+1+1+0) | 44:25,6 | +1:56,5 |
| 16.     | 11  | Simon Eder              | Austria           | 4 (1+1+1+1) | 44:30,7 | +2:01,6 |
| 17.     | 7   | Jean-Guillaume Béatrix  | Francja           | 3 (0+0+2+1) | 44:34,2 | +2:05,1 |
| 18.     | 16  | Arnd Peiffer            | Niemcy            | 4 (0+1+2+1) | 44:35,0 | +2:05,9 |
| 19.     | 14  | Jewgienij Ustiugow      | Rosja             | 3 (0+0+1+2) | 44:37,3 | +2:08,2 |
| 20.     | 15  | Dmitrij Małyszko        | Rosja             | 4 (1+0+3+0) | 44:42,9 | +2:13,8 |
| 21.     | 30  | Tim Burke               | Stany Zjednoczone | 4 (2+0+2+0) | 44:55,9 | +2:26,8 |
| 22.     | 1   | Ole Einar Bjørndalen    | Norwegia          | 6 (2+0+0+4) | 45:08,3 | +2:39,2 |
| 23.     | 29  | Lowell Bailey           | Stany Zjednoczone | 5 (2+1+1+1) | 45:19,2 | +2:50,1 |
| 24.     | 6   | Jaroslav Soukup         | Czechy            | 4 (0+1+0+3) | 45:22,2 | +2:53,1 |
| 25.     | 26  | Dominik Windisch        | Włochy            | 5 (1+1+3+0) | 45:28,4 | +2:59,3 |
| 26.     | 5   | Erik Lesser             | Niemcy            | 4 (0+0+2+2) | 45:34,2 | +3:05,1 |
| 27.     | 20  | Christoph Sumann        | Austria           | 4 (1+2+1+0) | 45:39,0 | +3:09,9 |
| 28 !    | 17  | Lukas Hofer             | Włochy            | – (2+2+0)   | DNF     | DNF     |
| 29 !    | 19  | Nathan Smith            | Kanada            | – (2+3)     | DNF     | DNF     |
| 30 !    | 24  | Simon Fourcade          | Francja           | – (2)       | DNF     | DNF     |